# فیرفیلد (کالیفرنیا)
فیرفیلد (به انگلیسی: Fairfield) شهری در شهرستان سولانو ایالت کالیفرنیا است که در سرشماری سال ۲۰۱۰ میلادی، ۱۰۵۳۲۱ نفر جمعیت داشته‌است.